# Attalus rosenhaueri rosenhaueri
Attalus rosenhaueri rosenhaueri é uma subespécie de insetos coleópteros polífagos pertencente à família Malachiidae.
A autoridade científica da subespécie é Evers, tendo sido descrita no ano de 1962.
Trata-se de uma subespécie presente no território português.